# Popina (Rome antique)
Pour les articles homonymes, voir Popina.

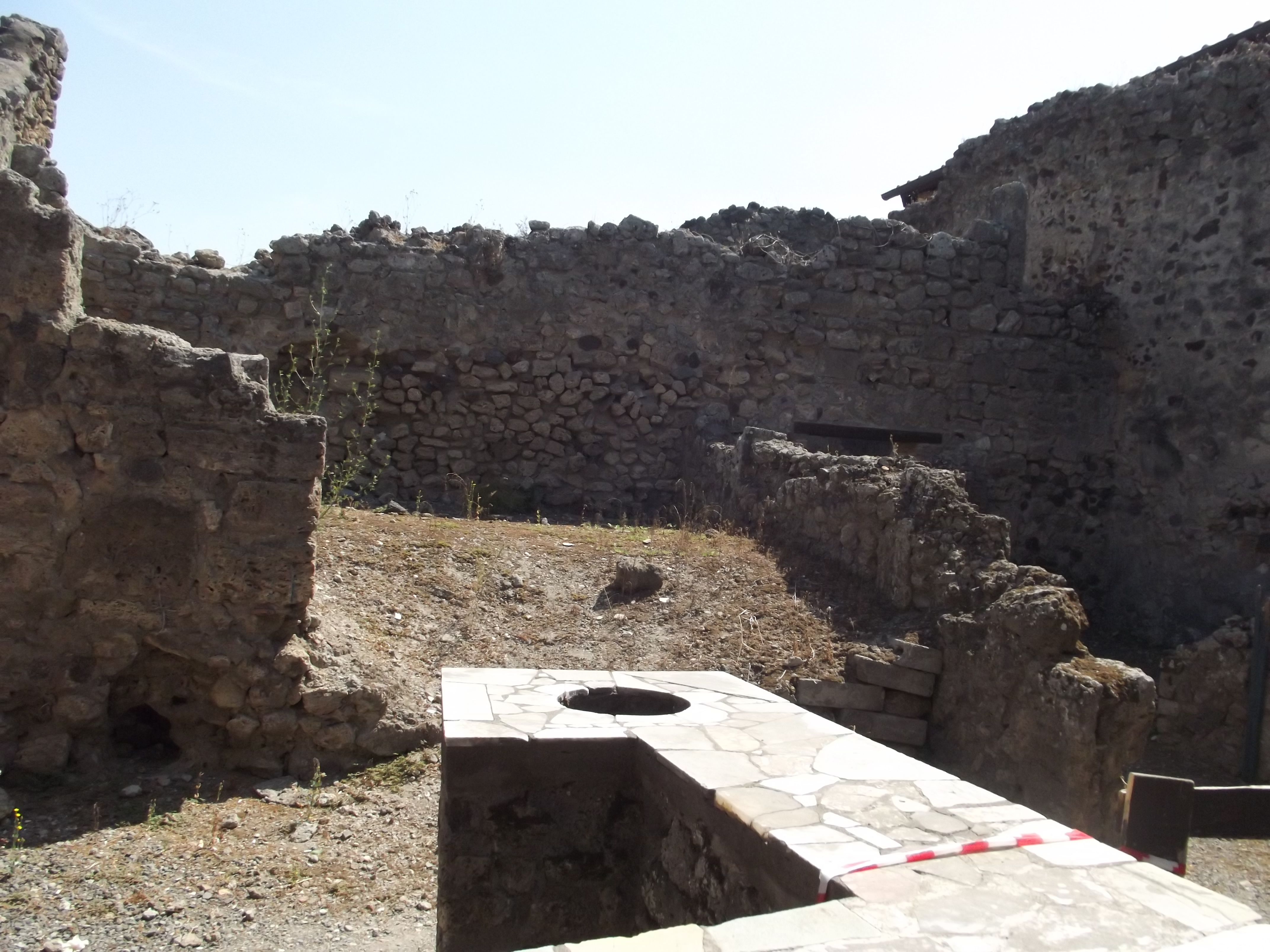
La popina du bordel de Pompéi.

Dans la Rome antique, une popina était une taverne de mauvaise réputation, associée à la fois à la restauration, au jeu et à la prostitution.

## Description des lieux

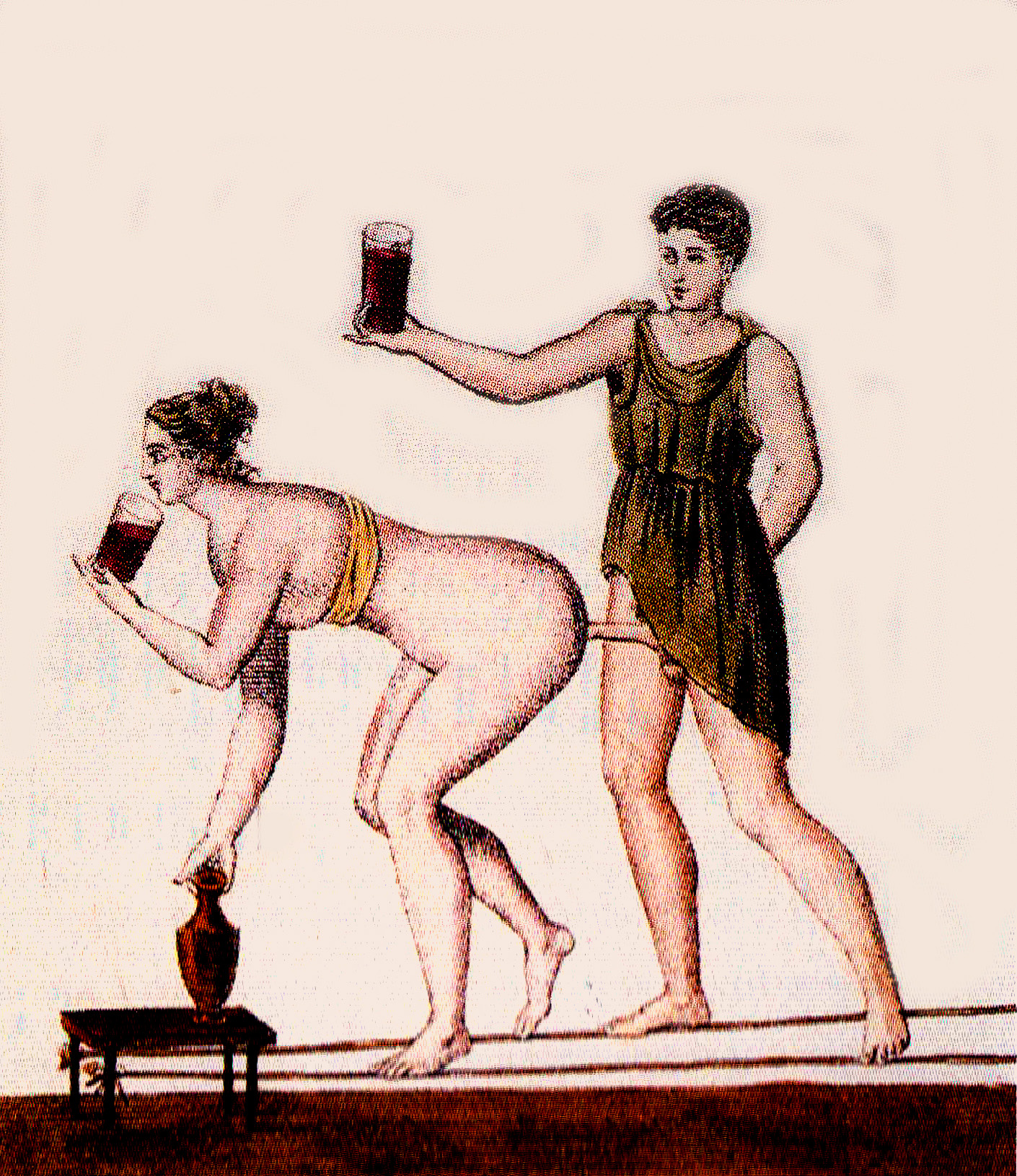
À la gloire du vin et de Vénus, cabinet secret du Musée de Naples, copie de 1876.

Horace qualifiait les popinae de lieux immondes et crasseux, envahis par la fumée et les mauvaises odeurs qui se dégageaient de leurs fourneaux. On y trouvait des plats préparés qu'on exposait aux regards des passants dans des bocaux en verre remplis d'eau, lesquels avaient un effet grossissant. Certains de ces plats se composaient de bas morceaux de viande, longuement mijotés ou rôtis, dont on masquait la provenance en les relevant fortement ; on servait parfois, rapporte Galien, de la chair humaine en guise de porc. Les clients se côtoyaient autour de tables hautes, assis sur des tabourets, des chaises ou des bancs. À la différence des cauponae où on pouvait se procurer du vin à emporter, le vin dans les popinae était tiré et consommé sur place,.

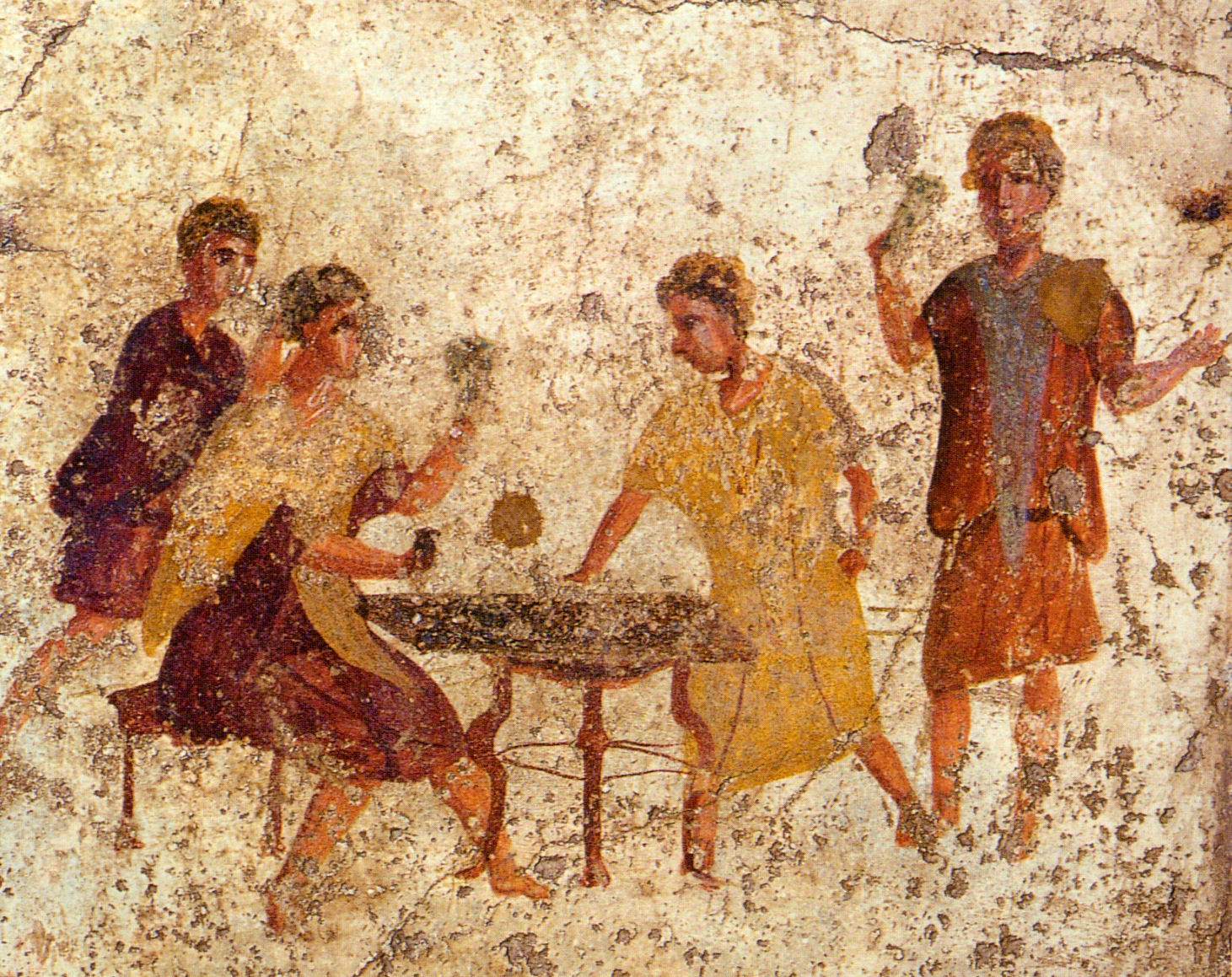
Joueurs de dés dans une popina de la via di Mercurio à Pompéi.

On y venait non seulement pour boire et manger, mais aussi pour jouer aux dés ou pour s'encanailler ; les fouilles de Pompéi montrent que certaines popinae comportaient, outre une cuisine et une salle de restauration, une petite pièce à l'étage, ou même parfois plusieurs pièces attenantes, ornées de phallus ou de scènes érotiques, où l'on pouvait se retirer discrètement en compagnie d'une prostituée. Sur une inscription découverte à Isernia et conservée au musée du Louvre, on peut lire la note d'un client : 1 sesterce pour le vin, 1 pour le pain ; 2 sesterces pour les plats, 2 pour le foin consommé par l'âne du client ; 8 sesterces pour la fille,. Dans un graffiti retrouvé sur le mur d'une popina à Pompéi, un autre client se vante d'avoir « baisé la propriétaire » des lieux.
Juvénal a évoqué dans une de ses Satires le genre de clientèle qui fréquentait les popinae : colporteurs, muletiers, croque-morts, matelots, esclaves, truands, fugitifs ; sous l'Empire, il arrivait que de riches aristocrates viennent se mêler au bas peuple ; selon Suétone, Néron avait pour coutume de faire la tournée des popinae à la tombée de la nuit, affublé d'un pileus ou d'une perruque,.
Le tenancier d'une popina s'appelait un popinarius ou un popinator, et le client un popino, ce dernier terme pouvant également désigner un glouton ou un débauché.

## Origine et dérivés du terme
Le mot latin popina est emprunté à l'osque et calqué quant à sa forme sur coquina, mot qui signifie « cuisine » en latin. Le terme aurait eu successivement trois acceptions : désignant à l'origine une « structure de cuisson des aliments, éventuellement transportable », il prend ensuite le sens de « festin immoral » et enfin celui de « local de restauration marqué par l'infamie ».
En français, le mot « popine », calqué à son tour sur le latin, a fait quelques apparitions fugitives dans la littérature et dans les dictionnaires. Ainsi dans cette Épître au chevalier de Bouillon de l'abbé de Chaulieu :
Chevalier, reçois ces vers

D'une muse libertine

Qu'ils aillent sous ton nom de popine en popine.
Ce dérivé fut accepté, si ce n'est pleinement approuvé, par le Dictionnaire de Trévoux : « Il faudrait être de bien mauvaise humeur pour ne pas passer de la sorte quelques mots aux auteurs enjoués, surtout quand ils sont sobres dans l'usage qu'ils en font, et qu'ils ne les répandent pas à pleines mains dans leurs ouvrages. » On retrouve encore le mot « popine » dans cette chanson du XIXe siècle :
Nous préférons les joyeuses popines

Au sombre ennui des splendides festins ;

Tant que le myrte ombrage nos destins,

Cueillons la rose et laissons les épines.
Selon certains lexicologues, un autre mot français serait dérivé du mot popina : la « ripopée », soit un mauvais vin frelaté par les cabaretiers.